# Franz Klepacz

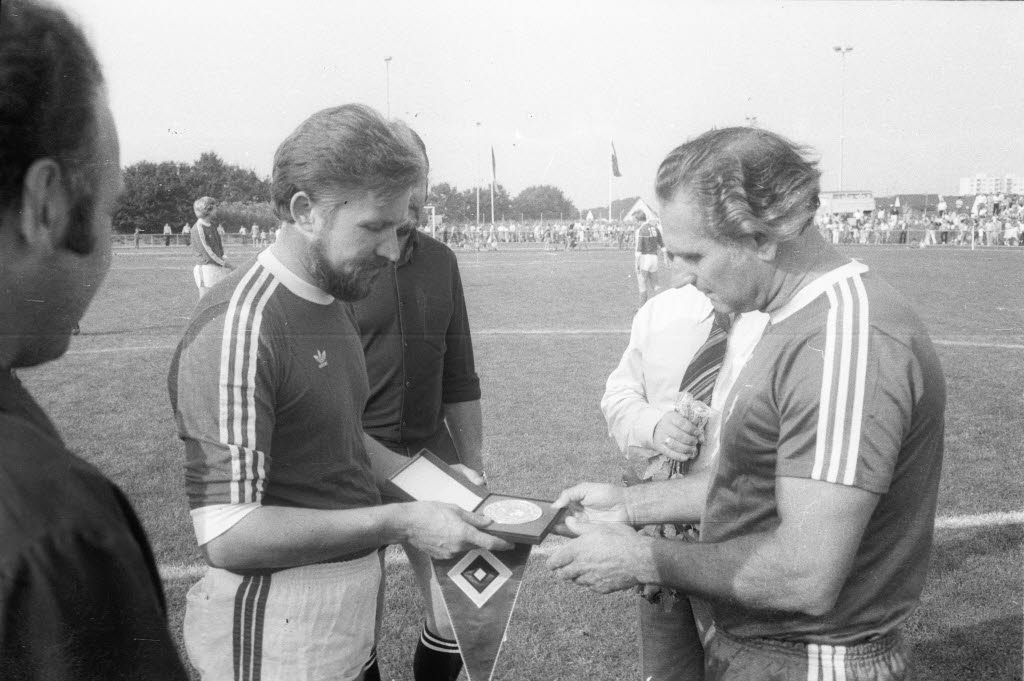
Franz Klepacz (re.) bei einem Fußballspiel der Altstars des HSV gegen eine Kieler Prominentenmannschaft (1979). Links im Bild der Politiker Claus Möller

Franz Klepacz (* 10. Oktober 1926 in Bitterfeld; † 2. Januar 2017), gerufen „Lolli“, war ein deutscher Fußballspieler, der von 1951 bis 1960 als Spieler des Hamburger SV 201 Spiele in der Oberliga Nord mit 22 Toren bestritten hat.

## Laufbahn

### Oberliga Nord, 1951 bis 1961
Über die Stationen VfB Preußen Greppin, VfL Bitterfeld, FC Höxter und den VfB 03 Bielefeld kam Franz Klepacz aus der 2. Liga West – der VfB belegte den 11. Rang und Klepacz hatte an der Seite von Mitspieler Justus Eccarius in 28 Ligaspielen sieben Tore erzielt – nach der Runde 1950/51 zum Hamburger SV in die Oberliga Nord. Der Allround-Akteur begann als Linksaußen und wechselte im Lauf der Jahre auf die linke Verteidigerposition. Bis 1954 erlebte er die Trainingsarbeit von Georg Knöpfle mit den zwei Nordmeisterschaften 1952 und 1953. Von 1954 bis 1956 war das Tandem Martin Wilke und Günter Mahlmann für die sportliche Leitung des HSV zuständig und gewann mit dem Stammspieler Klepacz die Titel 1955 und 1956 im Norden. Zukunftsträchtig war daneben der Einbau der Talente Gerhard Krug, Uwe Seeler, Klaus Stürmer und Jürgen Werner. Ab der Saison 1956/57 war Günter Mahlmann, der Bruder des Präsidenten Carl-Heinz Mahlmann, alleinverantwortlich als HSV-Trainer tätig. Von 1957 bis 1960 war Klepacz an dem Gewinn von vier weiteren Titeln in der Oberliga Nord als Spieler beteiligt.

### Endrunden und Finalspiele, 1952 bis 1960
Von 1952 bis 1959 absolvierte „Lolli“ Klepacz im Dress des HSV 34 Spiele in den Endrunden um die deutsche Fußballmeisterschaft und erzielte dabei fünf Tore. In den Finalspielen der Jahre 1957 und 1958 gegen Borussia Dortmund und den FC Schalke 04 war er jeweils für die Hamburger im Einsatz. Gegen Dortmund stürmte er 1957 am linken Flügel, im Jahr der Fußball-Weltmeisterschaft 1958 in Schweden gegen Schalke agierte er als linker Verteidiger. Ausgerechnet im Jahr des größten Erfolges, des Gewinns der deutschen Fußballmeisterschaft 1960, war er durch Verletzungsnachwirkungen in der Endrunde nicht im Einsatz. In der Oberligarunde 1959/60 hatte er zwar die ersten 14 Spiele in Folge bestritten, aber danach eine Verletzungspause bis zum 24. April 1960 einlegen müssen. Nach dem Test im letzten Rundenspiel gegen den VfL Osnabrück war die Runde für ihn beendet. Vor den Finalspielen um die deutsche Meisterschaft stand Klepacz bereits mit dem HSV im DFB-Pokal des Jahres 1956 im Finale gegen den Karlsruher SC. Austragungsort war das Karlsruher Wildparkstadion und die Badener gewannen das Spiel am 5. August mit 3:1 Toren. Am 25. September 1955 absolvierte Klepacz in der B-Nationalmannschaft des DFB einen Länderspieleinsatz beim Spiel in Ljubljana (Laibach) gegen Jugoslawien. Vor Torhüter Horst Schnoor bildete er mit dem Offenbacher Helmut Sattler das Verteidigerpaar. Die 0:8-Niederlage verhinderte weitere Einsätze. Zur Runde 1960/61 stand er dank eines „Treuevertrages“ noch auf der Gehaltsliste des Hamburger SV, zum Einsatz wurde er aber nicht mehr gebracht.

## Privates
Franz Klepacz war verheiratet und lebte in Hamburg. Er wurde auf dem Friedhof Wohldorf (Grablage VII 55) beigesetzt.